# Domenico Durante
Domenico Maria Durante, fälschlicherweise auch Luigi Durante, (* 17. Dezember 1879 in Murazzano; † 21. Oktober 1944 in Canale) war ein italienischer Fußballspieler auf der Position des Torwarts und Maler.

## Karriere

Domenico Durante 1903

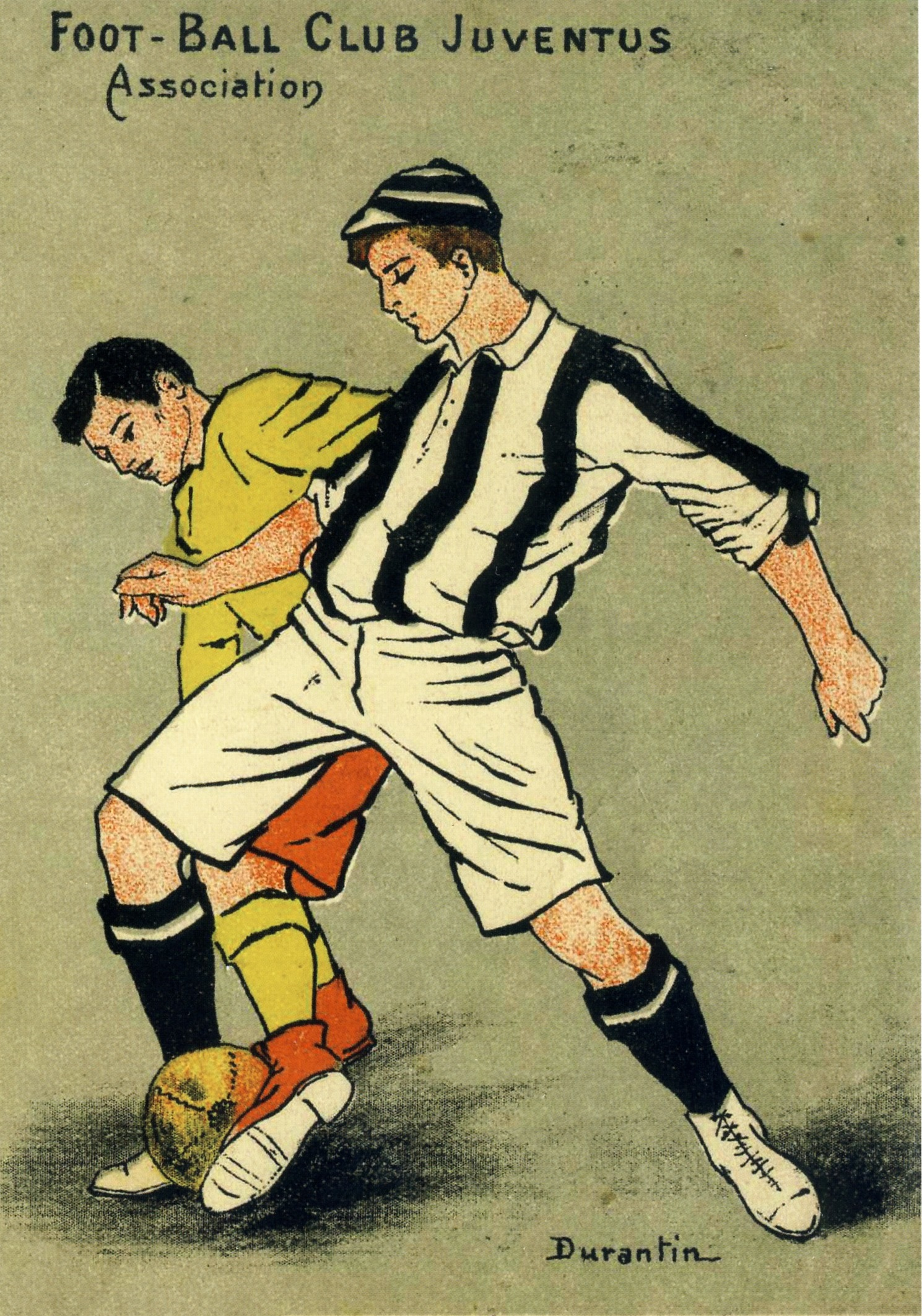
Eine Illustration Durantes von 1903

Durante war mindestens ab November 1899 bei Ginnastica Torino aktiv. In der Italienischen Fußballmeisterschaft 1900 belegte er mit Ginnastica Torino in der piemontesischen Ausscheidungsrunde den dritten und letzten Platz hinter dem FC Torinese und Juventus Turin.
Ab 1901 war Durante für Juventus aktiv. Sein Debüt gab er am 28. April 1901 im Spiel gegen die AC Mailand, das die Rossoneri mit 3:2 gewannen. Seine letzte Partie für Juve bestritt Durante im Derby della Mole gegen den FBC Turin am 26. Februar 1911, das mit 1:2 verloren ging. Domenico Durante nahm für Juventus Turin von 1901 bis 1911 an der italienischen Fußballmeisterschaft teil und absolvierte dabei 29 Partien. 1905 gehörte er zur Mannschaft, die den ersten italienischen Meistertitel der Vereinsgeschichte gewann.
Durante trug einen auffälligen Bart und galt als Exzentriker. Besonders die eigentümliche Art, seinen Unmut über Entscheidungen der Schiedsrichter auszudrücken, ist bis heute legendär. So soll er sich oft zu den Zuschauern umgedreht, seine Kopfbedeckung geschwenkt und Mi appello al pubblico! (dt. Ich appelliere ans Publikum!) gerufen haben. Zeitzeugen zufolge soll Durante seine besten Leistungen sehr oft in den zweiten Halbzeiten der Partien gezeigt haben, nachdem er in der Pause, wie zur damaligen Zeit üblich, Champagner genossen hatte.
Neben seinen Qualitäten als Fußballer war Durante ein begabter Porträt- und Landschaftsmaler und arbeitete teilweise unter dem Pseudonym Durantin. Er nahm an zahlreichen Ausstellungen teil und wurde mehrmals zur Biennale di Venezia eingeladen. Durante war außerdem Illustrator von Werbeplakaten sowie von Juventus’ Monatszeitschrift Hurrà Juventus.
Domenico Durante starb im Oktober 1944 im Alter von 64 Jahren in Canale im Piemont und wurde auf dem Cimitero monumentale in Turin beigesetzt.

## Erfolge
- Italienische Meisterschaft: 1905